# Live from Planet Earth - Bootleg Series Volume 3
Live from Planet Earth - Bootleg Series Volume 3 è il terzo album in studio del gruppo musicale britannico Enter Shikari, pubblicato l'8 luglio 2011.
Oltre che nell'edizione standard in formato CD e digitale, è stata resa disponibile anche un'edizione speciale comprendente il CD e tre DVD bonus.

## Tracce

### CD, download digitale
1. Intro – 2:22
2. Solidarity – 3:19
3. Motherstep/Mothership – 6:44
4. Zzzonked – 3:24
5. Havoc A – 2:01
6. No Sssweat – 4:00
7. The Feast – 3:48
8. Halcyon/Hectic (feat. Matthew Pendall) – 4:31
9. Destabilise – 5:09
10. Gap in the Fence – 6:31
11. Wall – 5:28
12. Labyrinth – 3:12
13. The Jester – 4:47
14. Juggernauts – 6:12
15. Sorry You're Not a Winner – 5:04

Tracce bonus nell'edizione iTunes
1. Solidarity (Live Video) – 3:20
2. Motherstep/Mothership (Live Video) – 6:45
3. Hectic (Live Video) – 4:32
4. Destabilise (Live Video) – 5:10

### DVD 1
1. Intro (Hatfield Forum - Christmas 2010) – 2:22
2. Solidarity (Hatfield Forum - Christmas 2010) – 3:19
3. Motherstep/Mothership (Hatfield Forum - Christmas 2010) – 6:44
4. Zzzonked (Hatfield Forum - Christmas 2010) – 3:24
5. Havoc A (Hatfield Forum - Christmas 2010) – 2:01
6. No Sssweat (Hatfield Forum - Christmas 2010) – 4:00
7. The Feast (Hatfield Forum - Christmas 2010) – 3:48
8. Halcyon/Hectic (Hatfield Forum - Christmas 2010) (feat. Matthew Pendall) – 4:31
9. Destabilise (Hatfield Forum - Christmas 2010) – 5:09
10. Gap in the Fence (Hatfield Forum - Christmas 2010) – 6:31
11. Wall (Hatfield Forum - Christmas 2010) – 5:28
12. Labyrinth (Hatfield Forum - Christmas 2010) – 3:12
13. The Jester (Hatfield Forum - Christmas 2010) – 4:47
14. Juggernauts (Hatfield Forum - Christmas 2010) – 6:12
15. Sorry You're Not a Winner (Hatfield Forum - Christmas 2010) – 5:04
16. Solidarity/Step Up (London Camden Underworld - Summer 2010) – 10:44
17. Motherstep/Mothership (London Camden Underworld - Summer 2010) – 7:02
18. Zzzonked/Havoc A (London Camden Underworld - Summer 2010) – 5:04
19. No Sleep Tonight (London Camden Underworld - Summer 2010) – 4:55
20. Kickin' Back on the Surface of Your Cheek (London Camden Underworld - Summer 2010) – 3:43
21. Labyrinth (London Camden Underworld - Summer 2010) – 3:10
22. Anything Can Happen in the Next Half Hour... (London Camden Underworld - Summer 2010) – 5:18
23. The Jester (London Camden Underworld - Summer 2010) – 4:43
24. Hectic (London Camden Underworld - Summer 2010) – 4:06
25. Return to Energiser (London Camden Underworld - Summer 2010) – 5:01
26. No Sssweat (London Camden Underworld - Summer 2010) – 3:47
27. Sorry You're Not a Winner (London Camden Underworld - Summer 2010) – 4:38
28. Juggernauts (London Camden Underworld - Summer 2010) – 4:58
29. OK Time for Plan B (London Camden Underworld - Summer 2010) – 5:56

### DVD 2
1. Fizzy Water & Spiky Blankets (A Weekend in Russia) - Spring 2010 – 46:06
2. Solidarity (London Hammersmith Apollo - Winter 2010) – 5:59
3. Motherstep/Mothership (London Hammersmith Apollo - Winter 2010) – 6:23
4. The Jester (London Hammersmith Apollo - Winter 2010) – 4:46
5. Zzzonked (London Hammersmith Apollo - Winter 2010) – 3:31
6. Havoc A (London Hammersmith Apollo - Winter 2010) – 1:44
7. Enter Shikari (London Hammersmith Apollo - Winter 2010) – 4:01
8. Juggernauts (London Hammersmith Apollo - Winter 2010) – 5:08
9. Fanfare for the Conscious Man (London Hammersmith Apollo - Winter 2010) – 3:19
10. Solidarity (Summersonic, Tokyo - 2009) – 4:42
11. No Sssweat (Summersonic, Tokyo - 2009) – 4:54
12. Step Up (Summersonic, Tokyo - 2009) – 4:04
13. Havoc B (Summersonic, Tokyo - 2009) – 3:24
14. Mothership (Summersonic, Tokyo - 2009) – 5:16
15. The Jester (Summersonic, Tokyo - 2009) – 4:46
16. Juggernauts (Summersonic, Tokyo - 2009) – 4:52
17. Sorry You're Not a Winner (Summersonic, Tokyo - 2009) – 5:08
18. Enter Shikari (Summersonic, Tokyo - 2009) – 4:05

### DVD 3
1. Jealous Man (London Mean Fiddler - 2005) – 4:24
2. Anything Can Happen in the Next Half Hour... (London Mean Fiddler - 2005) – 4:52
3. Labyrinth (Pukkelpop, Belgium - 2007) – 3:41
4. OK Time for Plan B (Pukkelpop, Belgium - 2007) – 5:45
5. The Feast (Manchester Apollo - 2007) – 3:30
6. Return to Energiser (Manchester Apollo - 2007) – 4:54
7. Anything Can Happen in the Next Half Hour... (Manchester Apollo - 2007) – 5:56
8. Acid Nation (Manchester Apollo - 2007) – 3:46
9. Adieu (Manchester Apollo - 2007) – 5:31
10. Labyrinth (Luxemburg - 2009) – 3:02
11. Havoc B (Luxemburg - 2009) – 2:43
12. Common Dreads/Solidarity/No Sssweat/The Jester (Amsterdam - 2009) – 8:04
13. Solidarity (Lowlands, Netherlands - 2009) – 3:32
14. Antwerpen (Lowlands, Netherlands - 2009) – 5:07
15. Hectic (Lowlands, Netherlands - 2009) – 4:25
16. Havoc B (Lowlands, Netherlands - 2009) – 2:53
17. Juggernauts (Lowlands, Netherlands - 2009) – 5:02
18. Enter Shikari (Lowlands, Netherlands - 2009) – 3:56
19. OK Time for Plan B (Lowlands, Netherlands - 2009) – 5:22
20. Mothership (Cologne & Brussels - 2009) – 5:00
21. OK Time for Plan B/Outro (Cologne & Brussels - 2009) – 7:14
22. Solidarity/No Sssweat (Cologne & Brussels - 2009) – 8:18
23. Labyrinth (Cologne & Brussels - 2009) – 2:51
24. Mothership (Cologne & Brussels - 2009) – 6:09
25. Havoc B (Cologne & Brussels - 2009) – 2:41
26. Sorry You're Not a Winner (Cologne & Brussels - 2009) – 3:47
27. Enter Shikari (Cologne & Brussels - 2009) – 2:52

## Formazione
- Rou Reynolds – voce, tastiera, sintetizzatore
- Rory Clewlow – chitarra, voce secondaria
- Chris Batten – basso, voce secondaria
- Rob Rolfe – batteria, percussioni, cori

## Classifiche
| Classifica (2011) | Posizione massima |
| ----------------- | ----------------- |
| Regno Unito       | 197               |